# Graf van Cornelis Janszoon de Haen

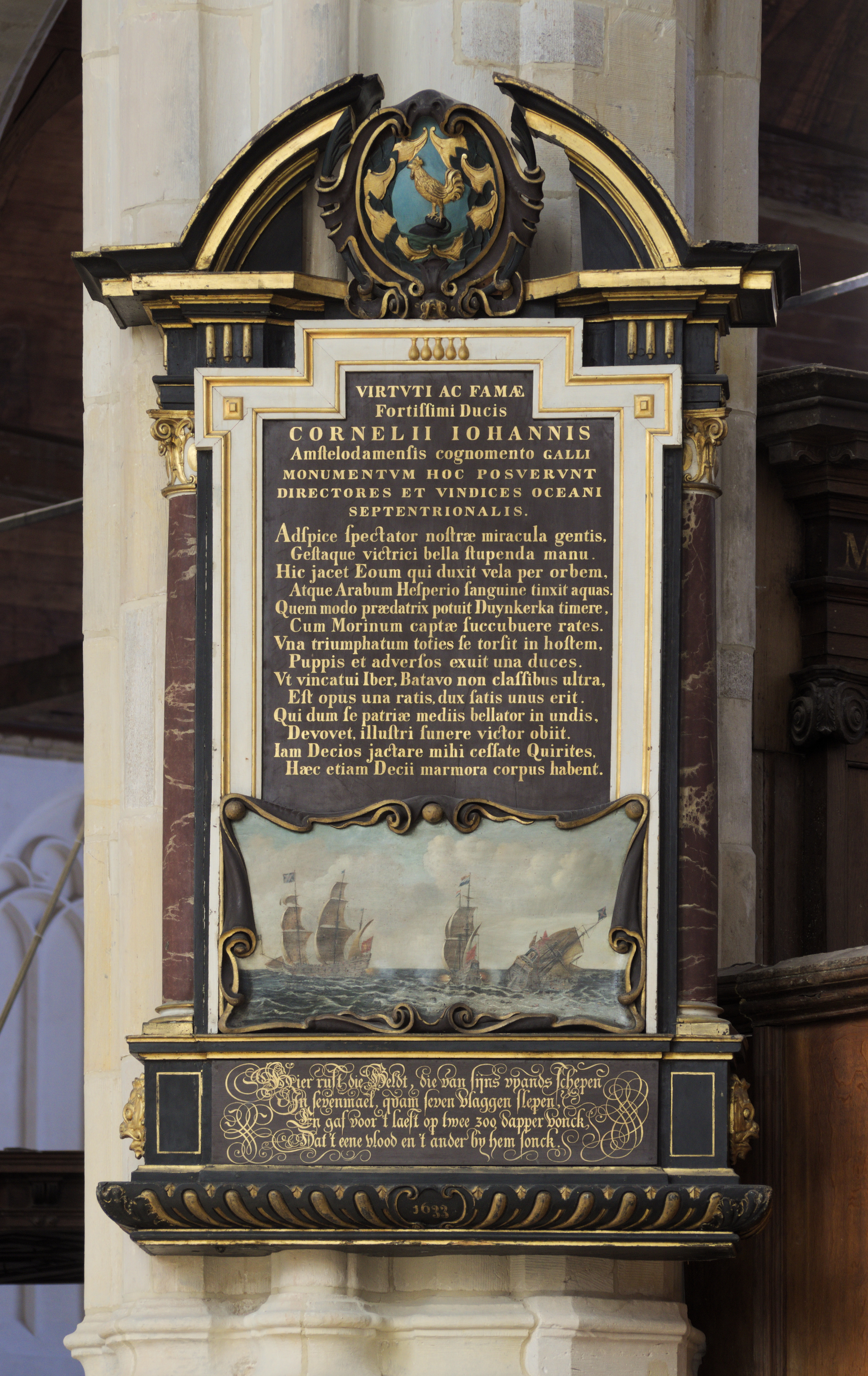
Graf van Cornelis Janszoon de Haen in de Oude Kerk te Amsterdam; Latijns en Nederlands opschrift

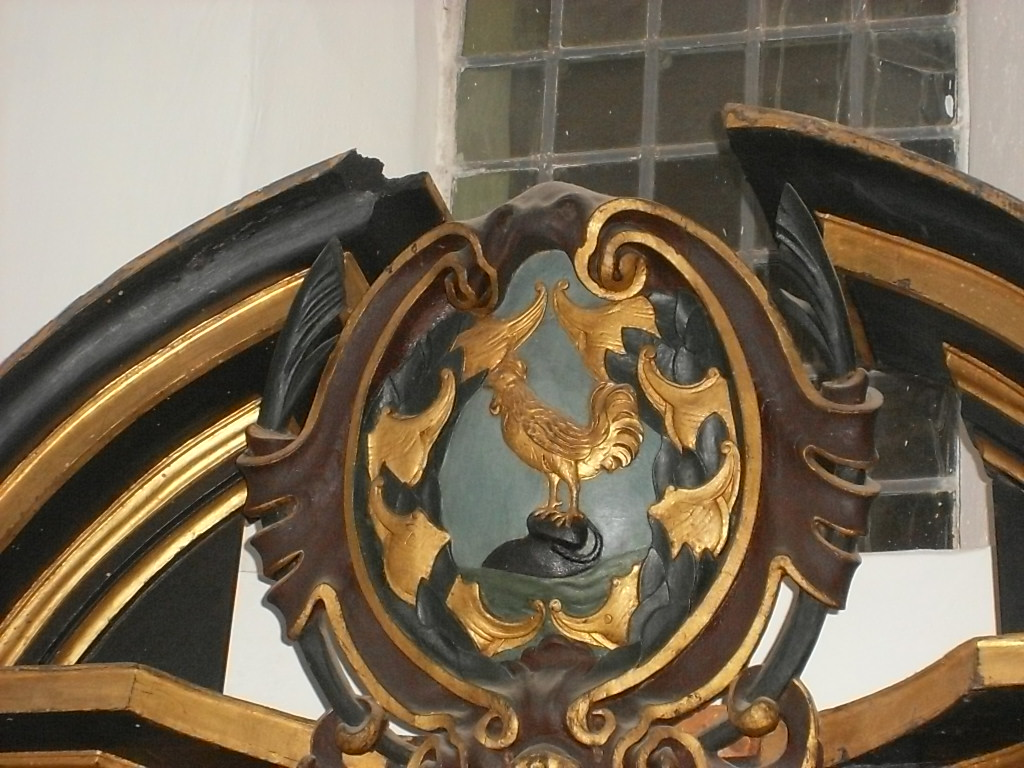
Haan op grafteken Cornelis Jansz de Haen

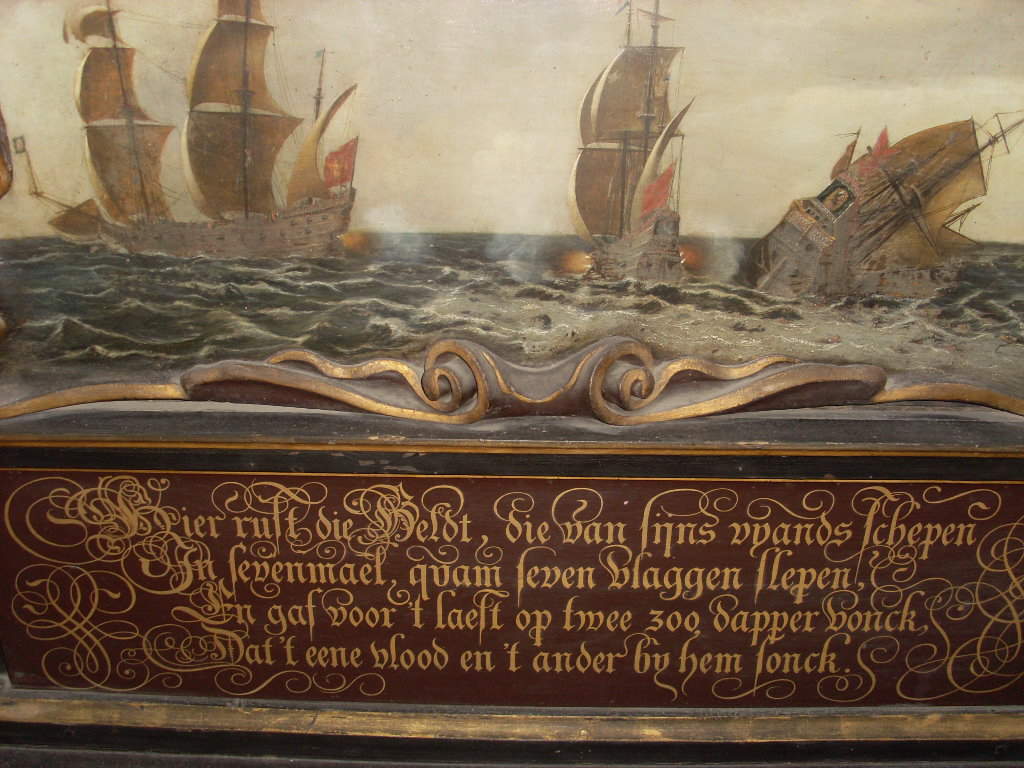
Schildering van een zeeslag waar Cornelis Jansz. de Haen aan deelnam en het Nederlandse opschrift

Het graf van Cornelis Janszoon de Haen bevindt zich in de Oude Kerk te Amsterdam. Cornelis Janszoon de Haen stierf op 19 april 1633. Na een carrière bij de Admiraliteit van Amsterdam kwam hij om in de strijd tegen de Duinkerker kapers. Omwille van zijn prestaties ter zee, wordt hij gerekend tot de Nederlandse zeehelden in de Gouden Eeuw.

## Grafteken
De houten epitaaf is ontworpen door de beeldhouwer Pieter de Keyser. Bovenaan het grafteken is een gouden haan afgebeeld, die verwijst naar zijn bijnaam 't Haentje. Het is tegelijkertijd zijn wapenschild. De gouden haan staat op een zwarte schelp die in groen water drijft. Daaronder bevindt zich een Latijns opschrift in gouden letters op een zwarte achtergrond binnen een witte houten omlijsting. Het schilderij van de zeeslag waarin Cornelis Janszoon de Haen sneuvelde, zet de woorden om in beeld. Onderaan leest men een Nederlandstalig vers.
De epitaaf is vanwege scheurvorming in de pilaar waar het aan hing, verplaatst naar de Snijderskapel, naast de Collegekamer. De locatie van het lichaam van Cornelis Janszoon De Haen is onbekend.

## Opschriften
Het grafteken is voorzien van een Latijns elegisch distichon verzorgd door Casparus Barlaeus. Hierin worden De Haens wapenfeiten bezongen, een zeeslag tegen de Spanjaarden en tegen de Duinkerker kapers. Tot slot wordt zijn opofferingsgezindheid vergeleken met die van drie generaties Decii, die stierven voor Rome.
Helemaal onderaan het grafteken staan een viertal versregels van Laurens Reael in sierlijk schrift: 

Hier rust de Held, die van zijn vijands schepen,

In zevenmaal kwam zeven vlaggen sleepen,

En gaf voor 't laatst op twee zoo dapper vonk,

Gravure van het monument in Bizot: Medalische historie der republyk van Holland, 1690.

Dat d'eene vlood, en d'ander bij hem zonk.